# 레이캬비크-로테르담
레이캬비크-로테르담(Reykjavik-Rotterdam)은 아이슬란드에서 제작된 오스카 요나손 감독의 2008년 스릴러 영화이다. 발타자르 코루마쿠르 등이 주연으로 출연하였고 아그네스 요한슨 등이 제작에 참여하였다.

## 출연

### 주연
- 발타자르 코루마쿠르
- 잉그바 에거트 시거드슨

### 조연
- 릴자 노트 도라린스도티르
- 드로스터 레오 구나르손
- 빅토르 로우
- 올라푸르 다리 올라프손
- 조런더 래그나손
- 테오도르 줄리어슨
- 비욘 인기 힐마르손
- 매그너스 존슨
- 매그너스

## 제작진
- 공동제작: 잔 S. 케이저
- 공동제작: 필립 크루저